# 요시모토뮤직엔터테인먼트코리아
요시모토뮤직엔터테인먼트코리아(주)는 서울시 마포구 양화로161, 5층 504호에 위치하고 있으며 저작권관리, 작가매니지먼트, 음반제작업을 주요 사업으로 하고 있으며 연예기획사, 매니지먼트, 개그라이브공연, 영화수입배급, 콘텐츠의 제작 및 공급을 하고 있다. 2019년 설립되었으며 대표는 김진중이다.요시모토흥업(주)에서 출자한 자회사이다.일본영화 “호저의하늘”을 수입배급하였다. 호저의하늘에는 소속배우 다케다 히로미츠가 출연한바 있다. 배우 다케다 히로미츠는 애플TV “파친코“, 넷플릭스 ”경성크리처“에 캐스팅 되었다. 요시모토흥업(주) 방송연예계의 왕국답게 한국에서는 코미디계와 두터운 관계를 형성하고 있다. 윤형빈 소극장과의 관계는 개그아이돌 “코쿤” 데뷔 멤버 였던 일본인 ”다나카 료“가 요시모토소속 개그맨이었다. 소규모의 요시모토 소속 개그맨들은 윤형빈소극장에서 주로 공연을 하였다. 2023년 12월 JDB엔터테인먼트 소속 개그맨 김두영은 NTV “글로벌 코미디언”에 한국 개그맨 대표로 출연한 바 있다. 여자아이돌 로켓펀치는 요시모토뮤직(주)와 계약 데뷔앨범을 포함 몇장의 음반을 발매한다.2023년 12월에는 한국에서는 일본 개그맨으로는 유명한 진나이 토노모리 서울 공연을 개최한다. 공연장소는 목동에 있는 로운아트홀. 꼰대희와 다나카 유튜브에 출연하였다. 부산국제코미디페스티벌에 매년 토니카쿠아카루이야스무라, 모리야스방방비가로, 가베지등 소속 퍼포머들이 초청되고 있다. 음악저작권 관리뿐 아니라 음악작가 레이블과의 계약으로 일본 진출을 돕고 있다. 국내 작가 레이블 ”싸이코텐션“, 과 ”8PEX KOREA”와 계약되어 있다. 포맷 관련하여서는 TV조선의 트롯 오디션 프로그램 “미스터 트롯” 일본판 제작에 요시모터흥업과 NTT도코모의 JV인 NTT도코모 스튜디오 앤 라이브에서 제작하기로 하였다.